# Eutettix mimicus
Eutettix mimicus är en insektsart som beskrevs av Henry Fairfield Osborn 1924. Eutettix mimicus ingår i släktet Eutettix och familjen dvärgstritar. Inga underarter finns listade i Catalogue of Life.